# نويل ليندسي
نويل ليندسي (بالإنجليزية: Noel Ker Lindsay)‏ هو سياسي بريطاني، ولد في 25 ديسمبر 1904، وتوفي في 1966. حزبياً، نشط في حزب المحافظين. في الانتخابات العامة في المملكة المتحدة 1931 ‏، انتخب عضو برلمان المملكة المتحدة الـ36 عن دائرة جنوب بريستول (27 أكتوبر 1931 – 25 أكتوبر 1935).